# Hammelev (Haderslev)
Hammelev is een plaats in de Deense regio Zuid-Denemarken, gemeente Haderslev. De plaats telt 930 inwoners (2008). Het dorp ligt aan de voormalige spoorlijn Vojens - Haderslev. Het station is in de jaren 50 van de 20e eeuw gesloopt.